# Lypha noctifer
Lypha noctifer är en tvåvingeart som beskrevs av Aldrich 1934. Lypha noctifer ingår i släktet Lypha och familjen parasitflugor. Inga underarter finns listade i Catalogue of Life.